# Piazza Santa Croce
Piazza Santa Croce (o di Santa Croce) è una delle principali piazze del centro storico di Firenze, dominata dall'omonima basilica di Santa Croce.

## Storia

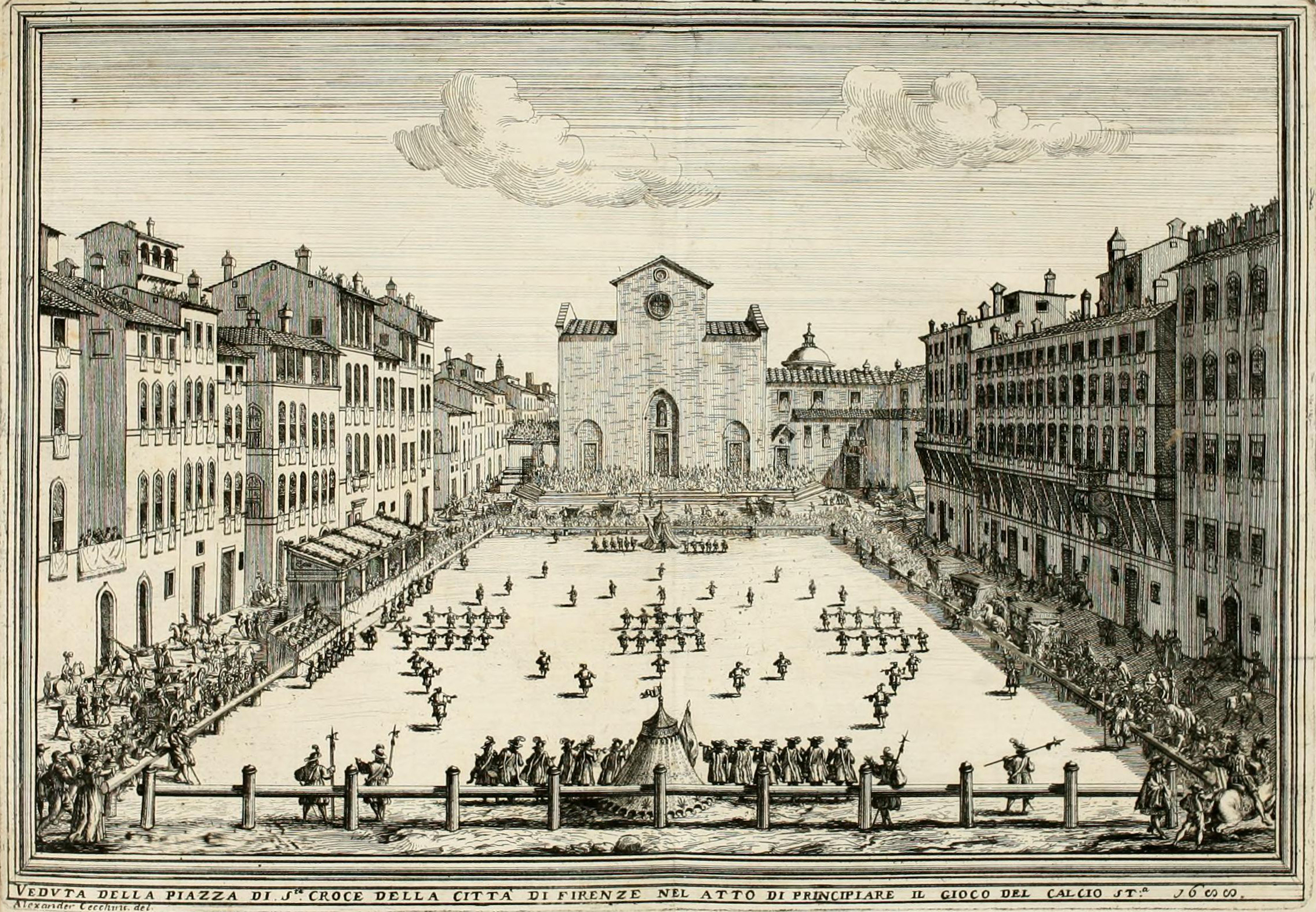
Una partita di calcio fiorentino nel 1688 (si nota l'aspetto della chiesa senza la facciata)

Questa zona anticamente era una vera e propria isola formata da due bracci dell'Arno che si separavano vicino all'attuale piazza Beccaria, per ricongiungersi davanti alle mura che passavano all'altezza di via Verdi-via de' Benci. Non a caso il toponimo del fossato restava nel nome dell'antica e vicina chiesa di San Jacopo tra i Fossi. I francescani, giunti a Firenze nel 1226-1228, scelsero questa zona isolata per il loro insediamento.
Analogamente a piazza Santa Maria Novella, dove predicavano i domenicani, la piazza di Santa Croce nacque circa un secolo dopo, per contenere le folle di fedeli che ascoltavano le prediche dei frati dalla maestosa chiesa che nel frattempo era nata in quella che era stata l'Isola dell'Arno e che venne allora bonificata.
Essendo la piazza molto grande e di forma regolare, nel Rinascimento divenne il luogo ideale per giostre cavalleresche, feste, spettacoli e gare popolari, come il calcio in costume, che ancora oggi vi si tiene ogni giugno. Qui si svolse anche la celebre partita del 17 febbraio 1530, durante l'assedio della città. Pur stremati dalla scarsità del cibo, i fiorentini decisero però di non rinunciare ai festeggiamenti del Carnevale e addirittura, in segno di sfida verso gli assedianti, vollero organizzare una partita di Calcio in questa piazza, che per la sua posizione era ben visibile dalle truppe nemiche accampate sulle colline circostanti. Per ridicolizzare maggiormente gli avversari, un gruppo di musici si mise a suonare sul tetto della chiesa cosicché gli imperiali avessero un'idea più chiara di ciò che stava succedendo. D'improvviso una palla di cannone dalle batterie assedianti fu sparata verso la piazza ma questa volò sopra le teste dei musici e andò a finire oltre la chiesa non facendo alcun danno, accolta dallo scherno della folla e dagli squilli delle trombe fiorentine.
La piazza era delimitata da transenne in legno che delimitavano permanentemente l'area del gioco del calcio, ma alla fine del Settecento, sotto Pietro Leopoldo, vennero rimosse in favore dei pilastrini e delle panchine in pietra serena che si vedono ancora oggi.

### Le feste

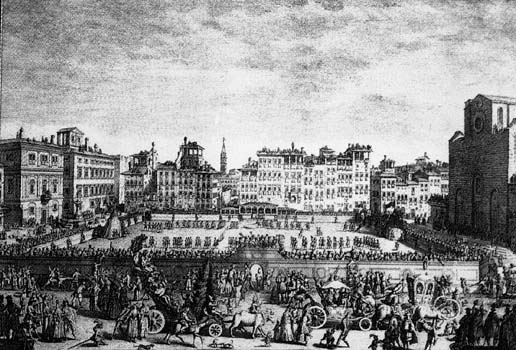
Giostra in Piazza Santa Croce, stampa settecentesca (Giuseppe Zocchi).

La grande piazza fin dalla sua origine fu teatro di feste, riunioni e celebrazioni cittadine. In particolare già dal Trecento e soprattutto nel Quattrocento vi si svolsero giostre e tornei a cavallo: i più celebri sono quello del 1469 per festeggiare il fidanzamento di Lorenzo de' Medici con Clarice Orsini e la giostra del 1475 di Giuliano de' Medici in onore di Simonetta Vespucci, celebrata dal Poliziano nel poema Stanze per la giostra.
Dalla fine del XV secolo la Piazza viene prescelta per il giuoco del calcio. Due dischi di marmo, murati nel 1565 nella facciata del Palazzo dell'Antella e del palazzo di fronte, segnavano la metà del campo di gioco. La partita cominciava quando il pallone, lanciato dall'arbitro o "pallaio", contro uno di quei marmi (detti appunto "battipalla"), rimbalzava nel campo. Memorabile è la partita giocata da un gruppo di giovani fiorentini all'epoca dell'Assedio di Firenze da parte delle truppe imperiali, nel 1530: per essere visti dai nemici e in segno di spregio, i giocatori si vestirono in livrea. Dal 1865 al 1968 il gioco del calcio subisce un'interruzione poiché al centro della piazza venne collocata la statua di Dante Alighieri, poi spostata nella posizione attuale dopo l'alluvione del 1966: lo spostamento della scultura ha fatto sì che la piazza sia tornata ad essere campo di un gioco molto sentito tra i fiorentini dei quartieri del centro storico.
La piazza è ancora oggi usata per manifestazioni speciali, spesso concerti (come il Festivalbar). Nell'agosto 2006 grande successo hanno avuto le letture della Divina Commedia tenute in piazza nel corso di 13 serate da Roberto Benigni, ripetute nel 2012 e nel 2013.

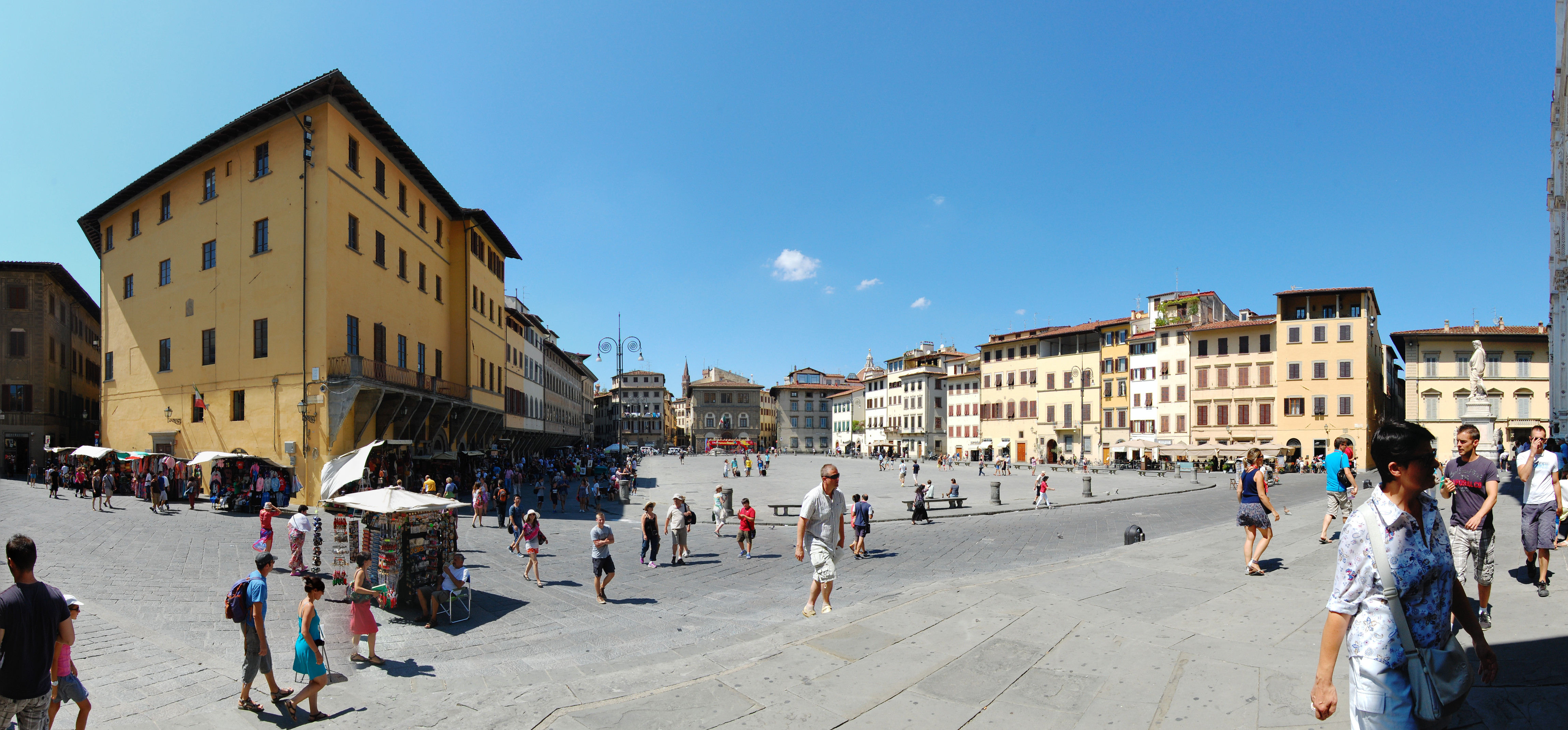
Panoramica

## Descrizione
Si accede alla piazza da via de' Benci, borgo de' Greci, via dell'Anguillara, via Torta, via Giuseppe Verdi, via Giovanni da Verrazzano, via de' Pepi (canto alle Mosche), largo Piero Bargellini, via Antonio Magliabechi (canto de' Morelli).
I lati sud e ovest sono occupati da alcuni palazzi nobiliari. Il lato nord presenta una cortina edilizia meno importante, ma ancora leggibile, almeno in parte, nella sua origine medievale, con edifici stretti e sviluppati soprattutto in altezza.

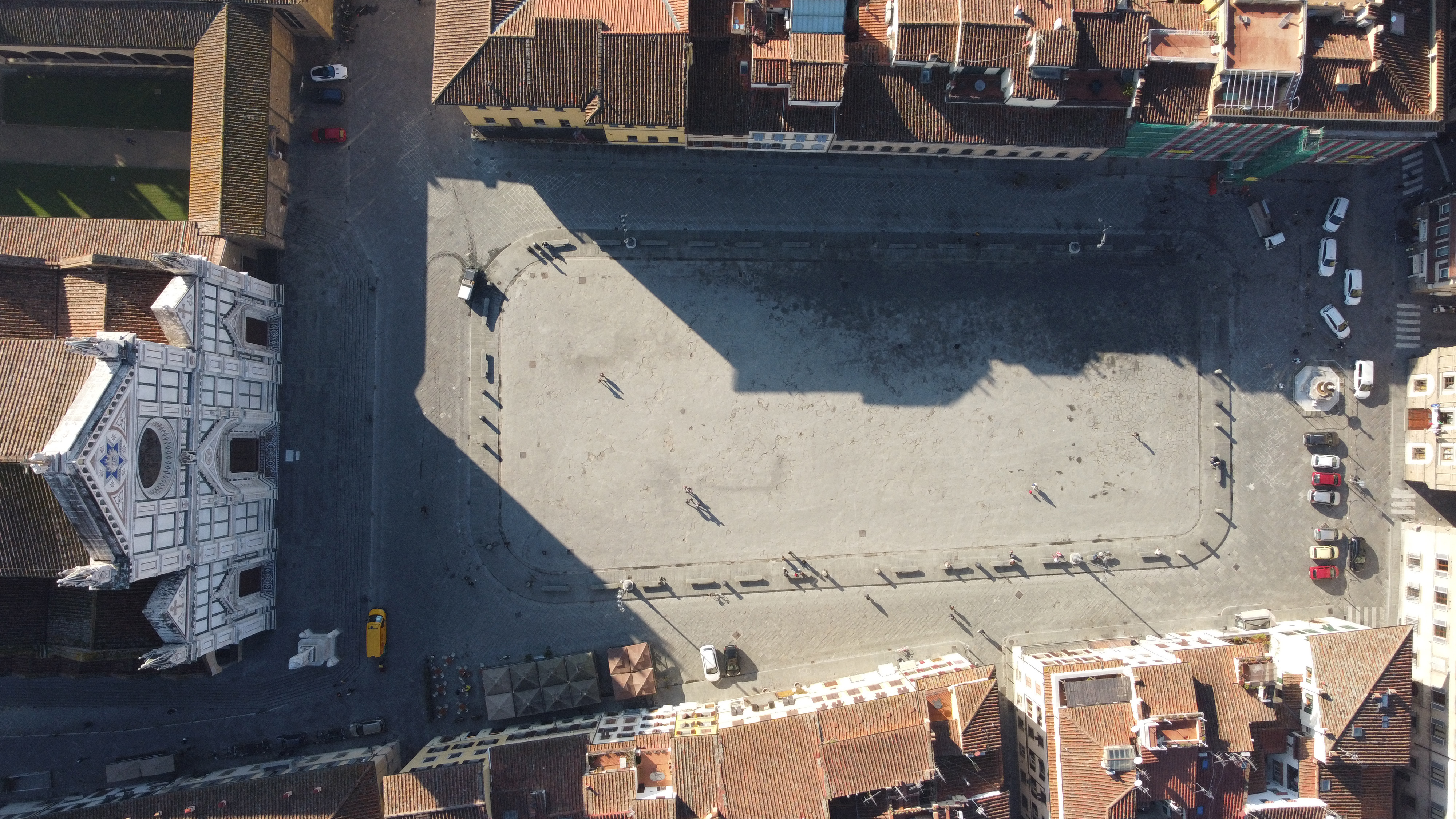
Vista zenitale della piazza

### La basilica di Santa Croce

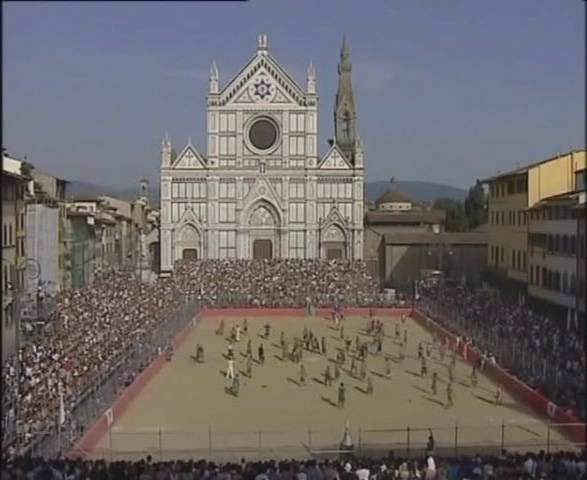
La basilica di Santa Croce durante il calcio in costume

La basilica di Santa Croce si staglia inconfondibilmente sul lato est della piazza, con la sua facciata neogotica realizzata nell'Ottocento. Tra il Duecento ed il Trecento i Francescani si insediarono in città fondando questa chiesa, che grazie ai finanziamenti delle importanti famiglie del quartiere (i Bardi, i Peruzzi, i Cerchi, gli Alberti, i Baroncelli...), diventò una delle più grandi e più belle basiliche della città. Le sue grandi dimensioni riflettono anche la vastità della popolazione del rione, con la quale i francescani avevano intessuto un rapporto stretto e fecondo. Oggi Santa Croce è soprattutto famosa, oltre che per il corredo artistico, per essere il luogo di sepoltura di numerose personalità e artisti italiani: Michelangelo, Galileo, Machiavelli sono tra le più famose ad essere qui sepolte. Anche Dante avrebbe dovuto essere sepolto qui, e un cenotafio fu in effetti realizzato, ma la città di Ravenna, ultima meta dell'esilio del poeta, si oppose sempre fermamente. La statua di Dante sulla sinistra della facciata risale al 1865, anno delle grandiose celebrazioni dantesche, che furono, per il loro prestigio e opulenza, uno dei motivi che posero Firenze sotto i riflettori quando si trattò di scegliere una nuova capitale per il giovane Regno d'Italia.

### Edifici
| Immagine             | N°       | Nome                        | Descrizione |
| -------------------- | -------- | --------------------------- | --- |
|                      | 1r-2r    | Casa Chiavacci              | L'edificio, che segna le cantonate di borgo de' Greci e di via dell'Anguillara, conserva al piano terreno le bozze di pietra della fabbrica trecentesca, con gli scudi recanti l'arme de' Peruzzi (d'azzurro, a sei pere d'oro, picciolate e fogliate di due pezzi di verde). Questi appaiono scolpiti nella pietra forte (complessivamente in numero di quattro, due a guardare la piazza e uno per ciascun affaccio sulla via a lato), ancora leggibili per quanto deteriorati e consunti dal tempo, a indicare un altro dei molti possedimenti della famiglia nella zona. |
|                      | 1        | Palazzo Cocchi-Serristori   | Opposto alla basilica, a forma di cubo con una elegante facciata, il palazzo è frutto di trasformazioni di diversi secoli. I pilastri della parte basamentale risalgono al XIV secolo, come testimoniano il rivestimento irregolare a bugnato rustico e gli stemmi inseriti nella muratura che, benché abrasi, presentano la semplice forma a scudo caratteristica degli esemplari due e trecenteschi. Su questa base sorge un edificio nuovo che studi recenti datano agli anni tra il 1485 e il 1490, mettendo in relazione la ristrutturazione rinascimentale con Antonio Cocchi, giureconsulto fiorentino, molto vicino ai Medici. L'originale progetto è riferito a Giuliano da Sangallo, architetto di fiducia di Lorenzo il Magnifico. |
|                      | 2        | Casa del Diluvio            | L'edificio determina la cantonata tra piazza Santa Croce e l'attuale via Verdi, già via del Diluvio, e si presenta nelle forme assunte al termine di vari ampliamenti e accorpamenti succedutisi nel tempo. L'edificio è solitamente ricordato con la denominazione di casa del Diluvio, per la presenza di una memoria relativa all'altezza raggiunta dalle acque durante l'inondazione del 13 settembre 1557, quando l'Arno la sommerse per 3,62 metri (braccia 6.4.8). L'antica iscrizione, graffita sull'intonaco, venne rinnovata in marmo nel 1839 e ancora è in situ. Sopra di questa, più recente, un altro traguardo ricorda il ben più alto livello raggiunto dalle acque durante l'alluvione del 4 novembre 1966. |
|                      | 5        | Palazzo di Maffeo Barberini | L'identificazione del palazzo noto come Barberini non è chiara, dato che il repertorio di Bargellini e Guarnieri lo indica sulla cantonata di via Giovanni da Verrazzano (al n. 5, appunto) mentre Walther Limburger lo identifica con quello al n. 8, segnato, come annota lo studioso, da un'altana coperta. Probabilmente non vi sono errori nelle diverse indicazioni, stando a quanto scrive Marco Lastri alla fine del Settecento: "le case dei Barberini o da Barberino eran sulla stessa piazza dirimpetto all'Antella, e ve ne son parecchie, le quali conservano ancora il patronato medesimo". Qui nacque, nel 1568, Maffeo Barberini, successivamente papa col nome di Urbano VIII. Successivamente la proprietà è passata alla famiglia Corsini. |
|                      | 7        | Casa Galilei                | Il fronte dell'edificio è stato radicalmente ridisegnato tra Settecento e primi dell'Ottocento, e tuttavia il piano nobile, con le sue quattro finestre in pietra ad arco a tutto sesto, allineate sul ricorso, documenta delle antiche origini della casa. Qui è uno scudo con il campo abraso e illeggibile. Sotto il ricorso è un tondino in marmo a segnare la mezzeria dei due campi delle squadre che giocavano il calcio fiorentino in piazza Santa Croce, in corrispondenza con quello sul palazzo dell'Antella al n. 21 della piazza. Presumibilmente la casa è da identificare con una delle proprietà che la famiglia Galilei aveva su questa porzione della piazza, come ricordato nello stradario di Bargellini e Guarnieri. In questa casa abitò, negli anni quaranta del Novecento, lo scrittore Tommaso Landolfi. |
|                      | 8        | Palazzo Barberini           | L'edificio presenta una facciata organizzata su tre assi per tre piani, più un'ariosa altana, secondo modi non dissimili da quelli documentati dalla nota incisione di Giuseppe Zocchi di questo lato della piazza (1744). L'identificazione di questa casa con il così detto palazzo Barberini non è chiara, dato che, mentre Walther Limburger (1910) riconduce con sicurezza a questa fabbrica la proprietà, il repertorio di Bargellini e Guarnieri (1978) la indica sulla cantonata di via Giovanni da Verrazzano, lato opposto. Probabilmente non vi sono errori nelle diverse indicazioni, stando a quanto scrive Marco Lastri alla fine del Settecento: "le case dei Barberini o da Barberino eran sulla stessa piazza dirimpetto all'Antella, e ve ne son parecchie, le quali conservano ancora il patronato medesimo". Nell'uno e nell'altro caso si tratta di edifici fortemente rimaneggiati tra Settecento e Ottocento, con scarse memorie (per ciò che abbiamo potuto verificare) della storia antica. Il palazzo ricondotto ai Barberini, comunque, appartenne inizialmente alla famiglia Doffi, che lo appigionò nel 1531 a Domenico Borghini (padre degli eruditi Raffaello e Vincenzo) per poi venderlo, nel 1551, ai Barberini. Successivamente la proprietà passò alla famiglia Corsini. In relazione a tali proprietà e nascite l'edificio ha sempre goduto di notevoli segnalazioni nelle guide cittadine, ma anche in questo caso senza indicazioni su caratteri architettonici che consentano di individuarlo con precisione. Per quanto riguarda nello specifico l'edificio qui trattato, si segnala come dall'ingresso si acceda a una serie di notevoli ambienti voltati (attualmente occupati da un esercizio commerciale) con colonne, capitelli e peducci di carattere quattro/cinquecentesco. In un appartamento nel sottotetto del palazzo ebbe il suo primo studio, tra il 1933 e il 1952, il pittore Pietro Annigoni. |
|                      | 10       | Casa                        | L'edificio, su due assi che attualmente si sviluppano per cinque piani, documenta, al pari di quelli in aderenza, delle antiche case a schiera che in antico delimitavano la piazza, in vari casi accorpate per definire più agiate e ampie dimore. Si tratta, quindi, di un edificio di relativo pregio architettonico, e tuttavia di tipologia fondamentale nell'andare a definire la cortina di fabbriche di questo lato della piazza, bene esemplificata nella nota incisione di Giuseppe Zocchi del 1744, che ce la mostra con caratteri non molto dissimili dagli odierni, fortemente caratterizzata da linee di gronda oltremodo articolate e arricchite da altane e corpi in soprelevazione. Nel nostro caso, al terreno, è da segnalare l'elegante portoncino con cornice in pietra di carattere cinquecentesco, segnato in corrispondenza della chiave di volta da uno scudo con insegne erose e oramai illeggibili. |
|                      | 13       | Casa Benvenuti Galletti     | L'edificio, con vari elementi che ne rimandano la configurazione al Cinquecento, è ricordato nel repertorio di Bargellini e Guarnieri che lo segnalano per l'eccellente restauro. Già proprietà dei Benvenuti da Rondine (che sicuramente lo possedevano nel 1427), è stato dei Galletti e quindi dei Bruzzichelli. Ancora oggi si presenta in ottimo stato di conservazione a seguito di ulteriori e recenti interventi ai fronti. Organizzato su quattro piani per tre assi è coronato da una spaziosa altana a colonne doriche. Sul portone è uno scudo abraso. |
|                      | 14       | Palazzo Gargiolli           | Affacciato anche su via de' Pepi, l'edificio, che in parte guarda sull'attuale largo Piero Bargellini, si presenta nelle belle forme assunte nel corso di un rifacimento ottocentesco. Sviluppato su tre piani per sette assi mostra un portone protetto da un balcone retto da vistose mensole a volute e foglie d'acanto, di buona qualità esecutiva, attualmente tinteggiate e presumibilmente in pietra artificiale. |
|                      | 15-16-17 | Palazzo Gherardi Borghini   | L'edificio, che presenta un prospetto di tutt'altro carattere su borgo Santa Croce (n. 19), mostra sulla piazza una facciata su sporti, caratterizzata da un grazioso balcone e da un ampio portone a tutto sesto in pietra. Nella sua storia si contano proprietà dei Morelli, dei Borghini e dei Gherardi e tuttavia la letteratura lo ricorda essenzialmente in relazione all'acquisto fattone dal letterato Raffaello Borghini nel 1552, per 950 fiorini, e per essere stato da questi abitato fino al 1558. |
| Palazzo dell'Antella | 20-21-22 | Palazzo dell'Antella        | Frutto di ripetuti ampliamenti susseguitisi nel corso del tempo, nacque unificando in un'unica struttura più abitazioni adiacenti. Il primo ampliamento significativo risale alla metà del Cinquecento: l'edificio, di proprietà dei Del Barbigia, venne sopraelevato di un piano, con gli sporti in legno sostituiti da quelli di pietra visibili ancora oggi. Ai primi del Seicento il palazzo passò al senatore Niccolò Dell'Antella che acquista l'edificio confinante e conferì un aspetto unitario alla sua proprietà facendo dipingere interamente a fresco la facciata. La decorazione, sul tema della Virtù e Divinità, fu realizzata in pochissime settimane nel 1619 da una équipe di tredici giovani artisti diretti da Giovanni da San Giovanni, su soggetto suggerito dall'architetto Giulio Parigi. Nel quarto riquadro da sinistra è raffigurata la copia dell'Amorino dormiente del Caravaggio che faceva parte della collezione di famiglia. Il palazzo ha le finestre via via più vicine avvicinandosi a Santa Croce, per dare l'illusione prospettica di maggiore grandezza. |
|                      | 27r      | Casa Bartolini Baldelli     | La casa è una dipendenza del palazzo Bartolini Baldelli che segna l'angolo tra la piazza e via de' Benci. Come quest'ultimo mostra, nella parte basamentale, elementi di una originaria costruzione in pietra forte. Tuttavia, tenendo presente la sua configurazione anche per quanto riguarda il suo sviluppo in pianta, si può ipotizzare databile successivamente al nucleo originario del palazzo, quale risultato di una più tarda per quanto antica saturazione di un lotto rimasto libero tra questo e il palazzo dell'Antella. Il fronte si mostra attualmente con i tratti conferitigli da un intervento di risistemazione settecentesco. Sull'arco in pietra visibile a sinistra si notano i resti dell'antica numerazione civica napoleonica. L'edificio, quale dipendenza della costruzione principale, è sottoposto a vincolo architettonico dal maggio del 1936. |
|                      | 29r-34r  | Palazzo Bartolini Baldelli  | L'edificio gode di una posizione privilegiata, determinando con la sua ampia mole l'angolo tra via de' Benci e piazza Santa Croce. Già di proprietà della famiglia Peruzzi, è stato nel corso del tempo, tra gli altri, dei Ricci, dei Guardi e dei Ginori. Eretto su preesistenze trecentesche, per quanto lo si possa far risalire nella sua configurazione di palazzo al Cinquecento, mostra attualmente i caratteri conferitegli da un radicale intervento di ripristino diretto dall'architetto Niccolò Matas nel 1826 su commissione di Giovanni Ginori. Un complesso intervento di restauro condotto tra il 1952 e il 1953 su progetto dell'architetto Emilio Dori ha riportato in evidenza su ambedue i lati i fornici già tamponati e altri elementi dell'antica struttura basamentale in pietra forte. |

### Monumenti

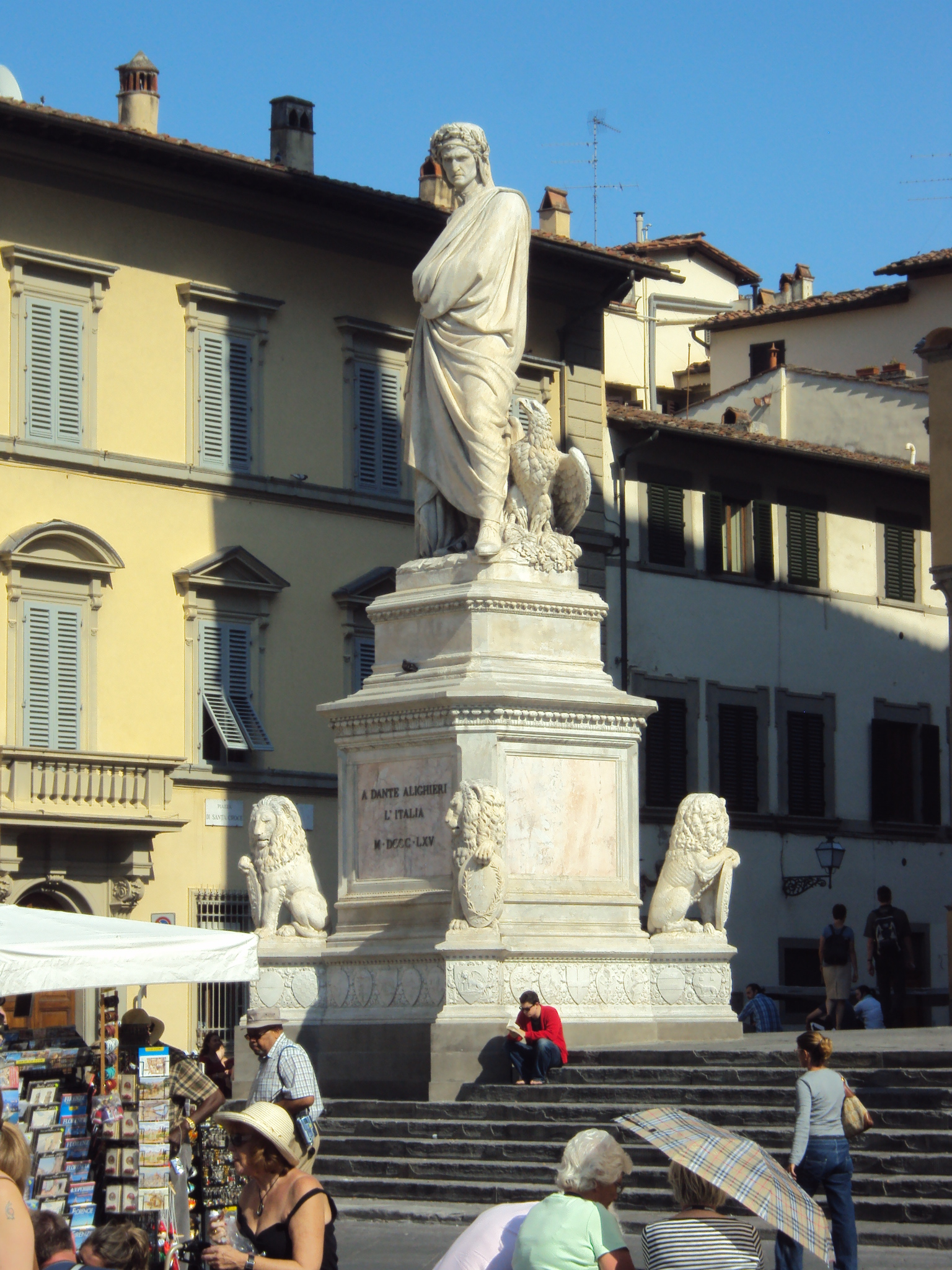
La statua di Dante

Davanti alla chiesa, sulla sinistra si trova la statua di Dante Alighieri 
Monumento a Dante Alighieri di Enrico Pazzi, in marmo, eretto in occasione delle trionfali celebrazioni per il seicentenario dantesco (1865). Sul piedistallo si legge:
| A DANTE ALIGHIERI L'ITALIA M·DCCC·LXV |

Sotto, una teoria di scudi rappresenta gli stemmi delle principali città italiane.
Inizialmente la statua era collocata al centro della piazza, dopo l'alluvione del 1966 fu spostata in cima alla scalinata sul sagrato della basilica di Santa Croce nel 1968.
Dalla parte opposta della piazza è presente una fontana, rifacimento ottocentesco di Giuseppe Manetti (1816) di una fontana barocca realizzata da Pier Maria Baldi nel 1673.

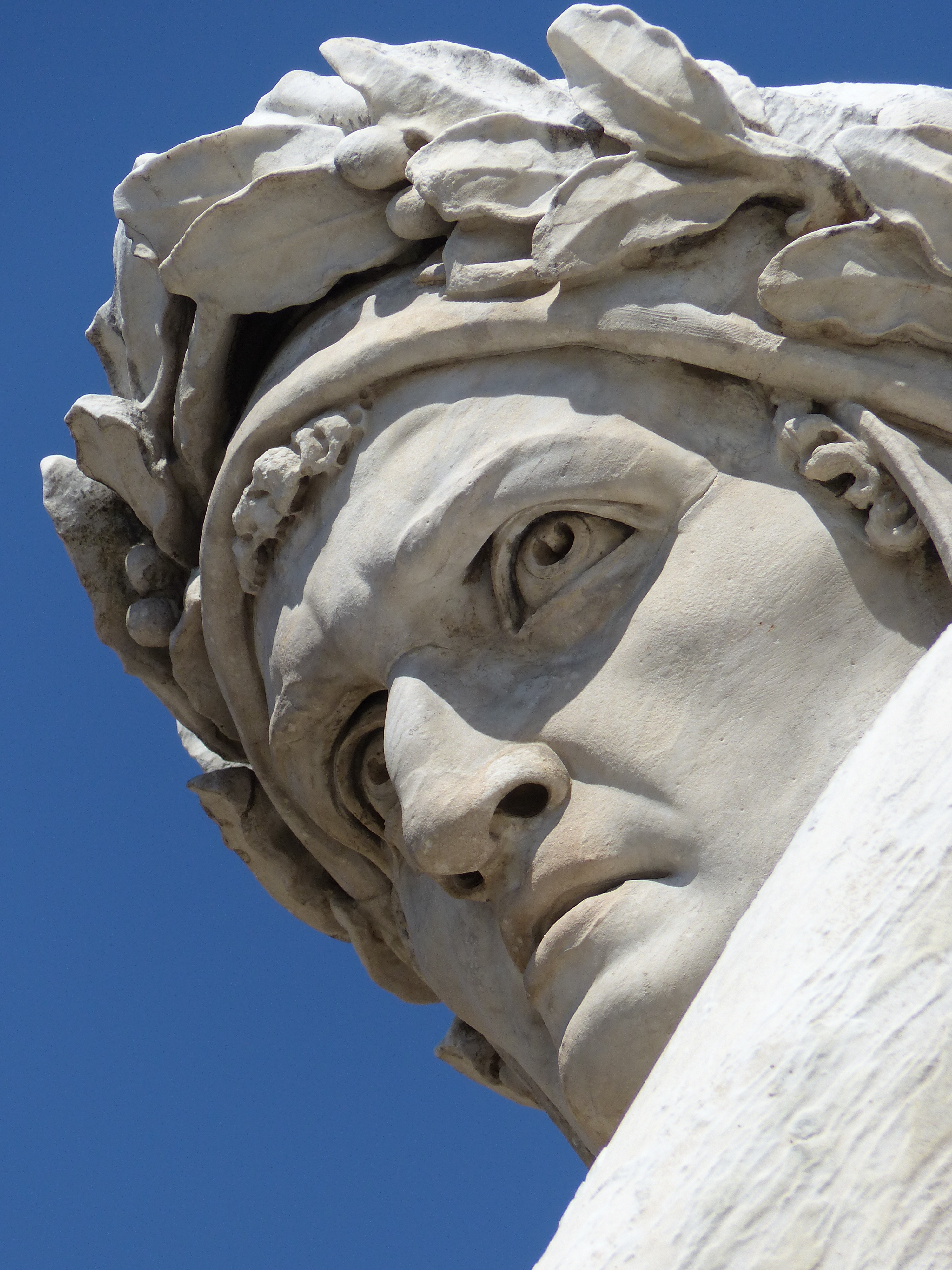
Dettaglio della scultura a Dante
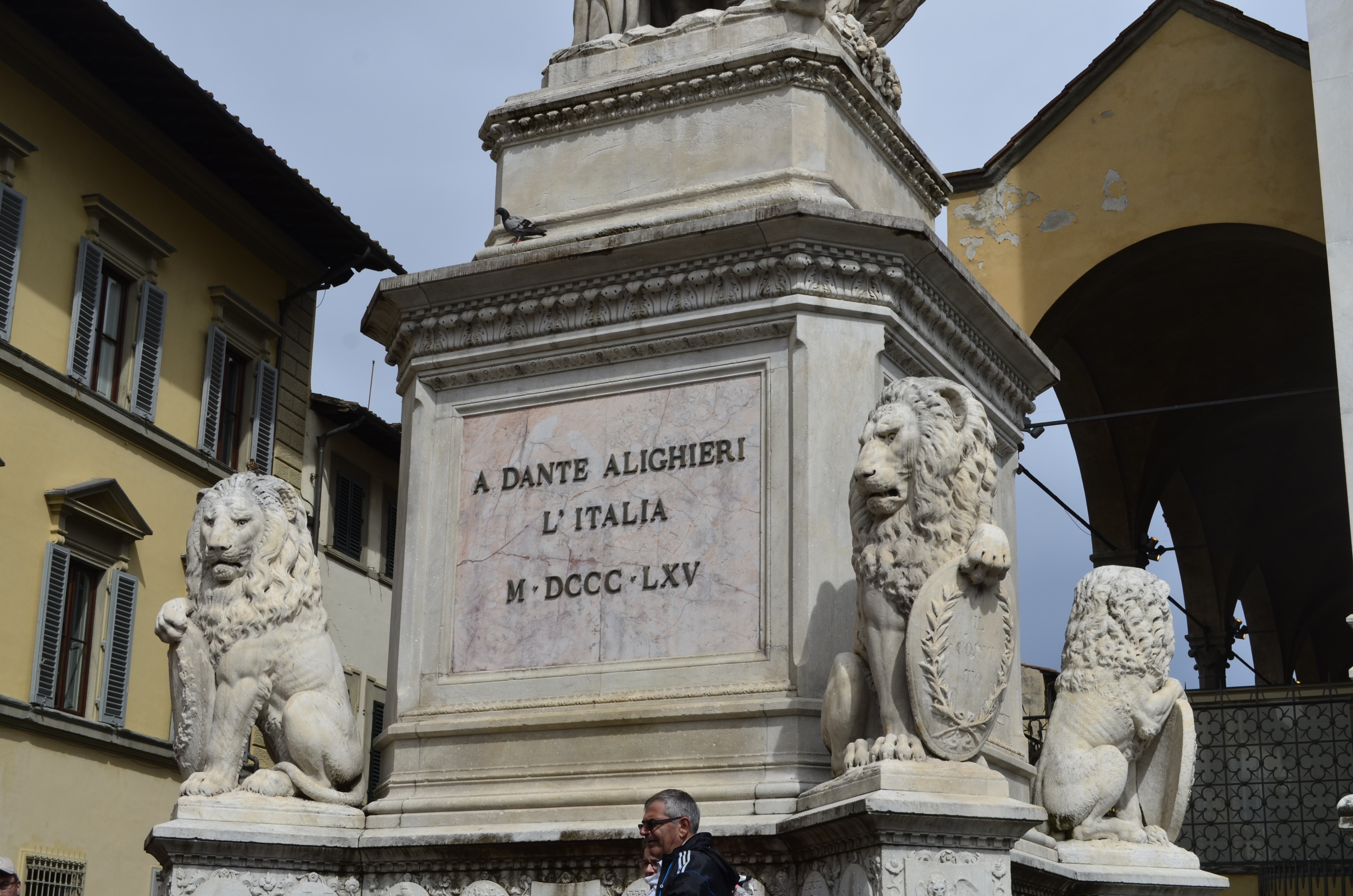
Il basamento del monumento a Dante coi leoni
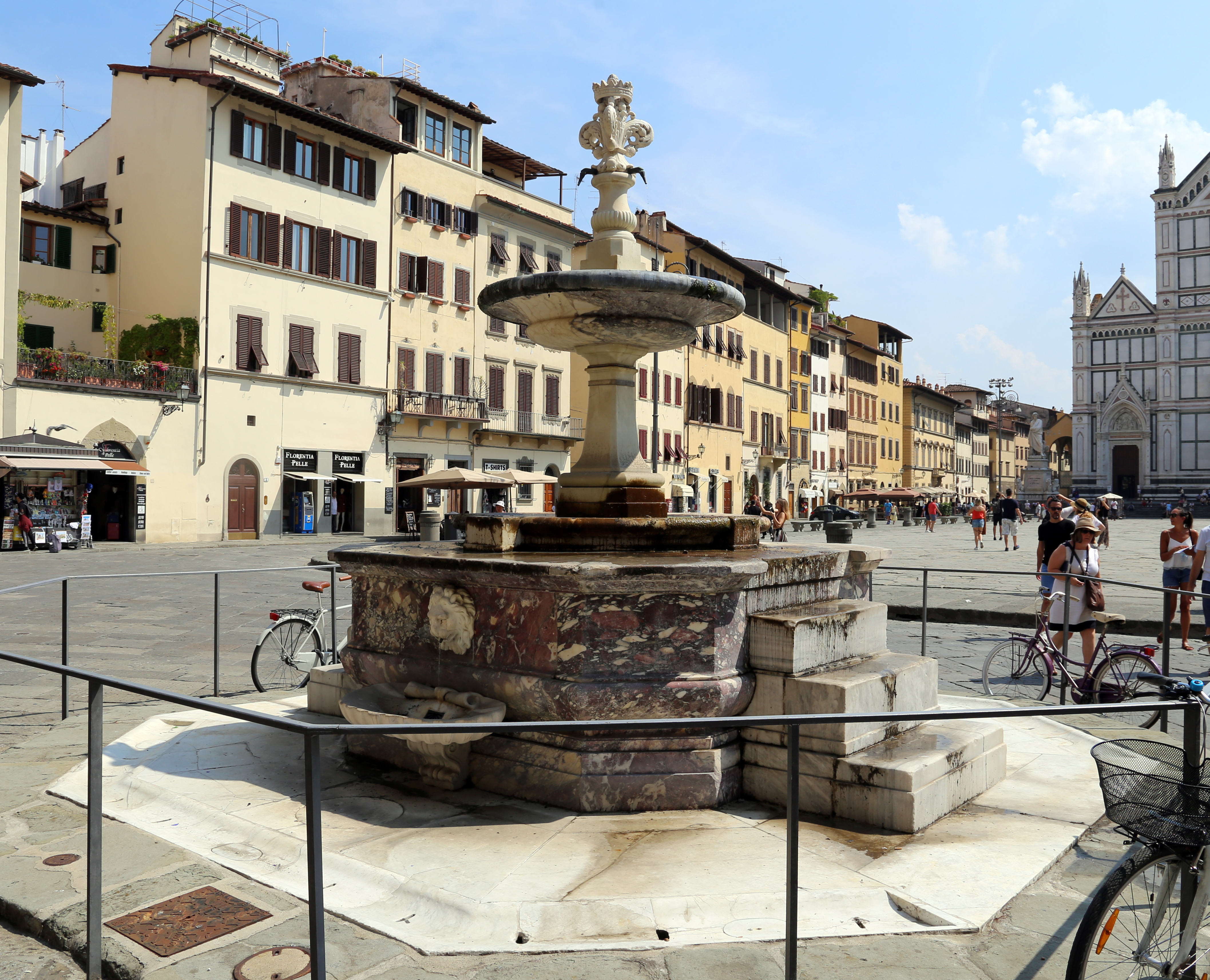
La fontana di piazza Santa Croce

### Lapidi

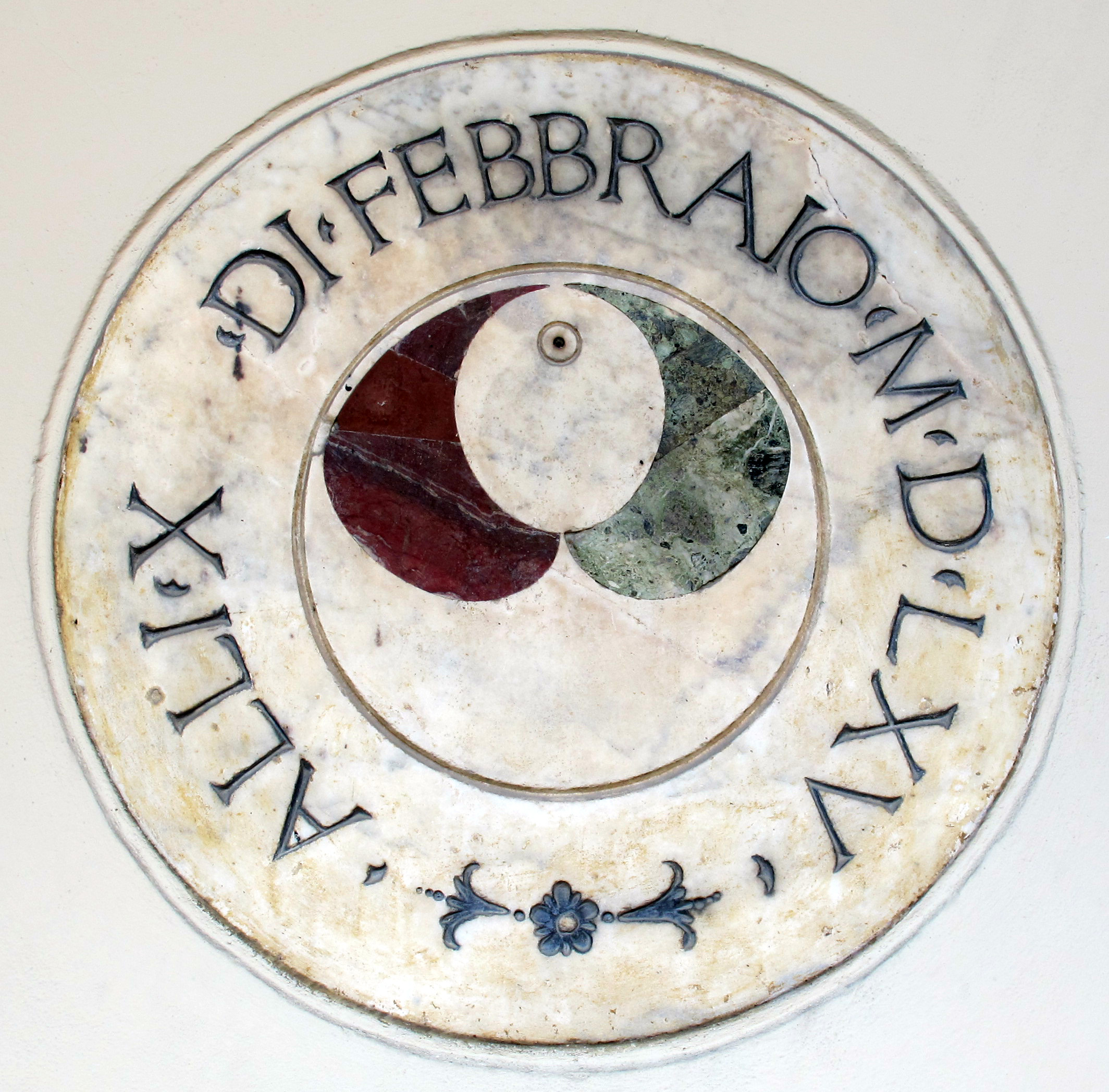
La lapide della "mezzeria" del campo del calcio in costume

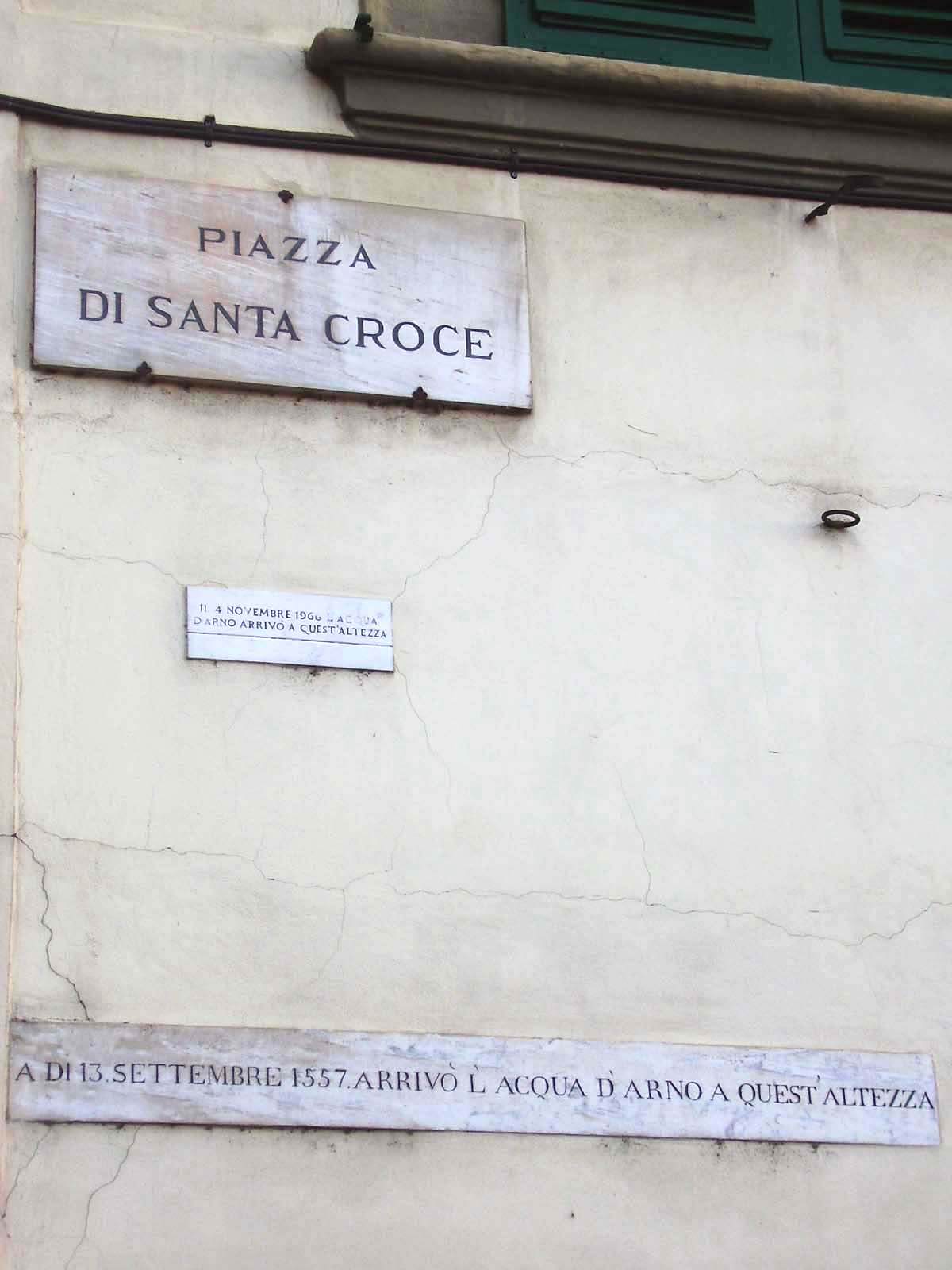
Le lapidi delle alluvioni al n. 2

Per quanto ricca di memorie storiche, la piazza, forse proprio per la sua vocazione prettamente pubblica, non contiene lapidi e targhe commemorative. L'unica eccezione sono i due dischi marmorei che segnano la "mezzeria", cioè la metà, per il campo del gioco del calcio. Il più ornato è quello sul lato sud, murato tra gli sporti del palazzo dell'Antella, con una lista di marmo scuro che contiene tre sfere di marmo rosso, verde e bianco e un'incrisione tutto intorno incisa in lettere capitali romane, con la data 10 febbraio 1566 ("1565" secondo l'uso fiorentino):
· ALLI · X ·DI · FEBBRAIO · M · D · LXV ·
L'altro disco, senza iscrizione, si trova al n. 7 sul lato opposto della piazza.
Inoltre sulla cosiddetta casa del Diluvio si trovano due targhe relative al livello delle acque raggiunte durante due grandi alluvioni. La più bassa, rifacimento probabilmente ottocentesco del segnacolo originale recita: "A DI 13 SETTEMBRE 1557 ARRIVÒ L'ACQUA D'ARNO A QUESTA ALTEZZA". Quella più alta è la tipica targa dell'alluvione del 1966: "IL 4 NOVEMBRE 1966 L'ACQUA / D'ARNO ARRIVÒ A QUESTA ALTEZZA".
Nel 2016 su palazzo Cocchi, sede del Quartiere 1, è stata posta una lapide in ricordo delle vittime dell'alluvione del 1966.
| IN RICORDO DELLE VITTIME DELL'ALLUVIONE DEL 4 NOVEMBRE 1966 IL COMUNE DI FIRENZE NEL 50° ANNIVERSARIO |

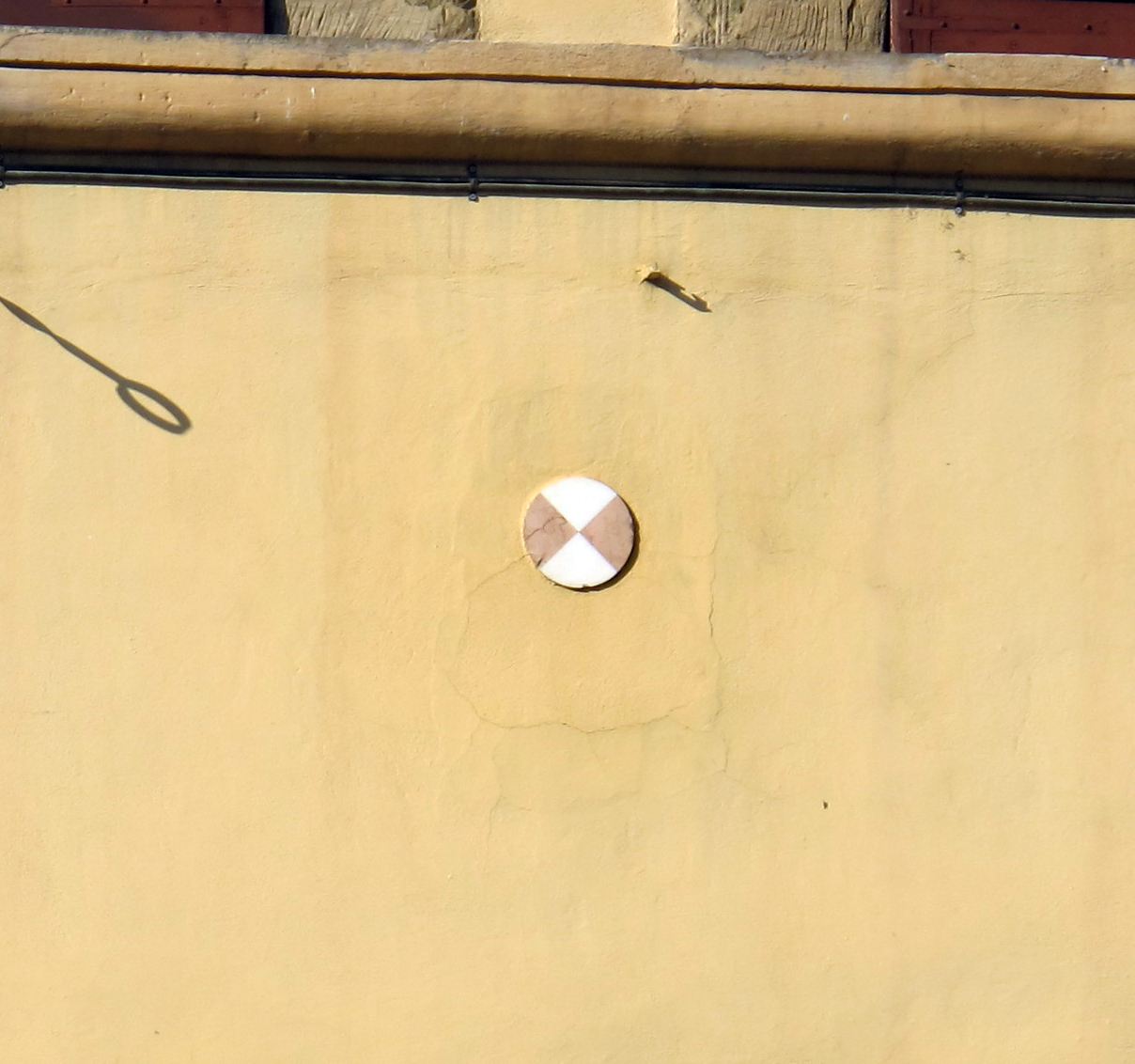
Il disco di "mezzeria" al n.7
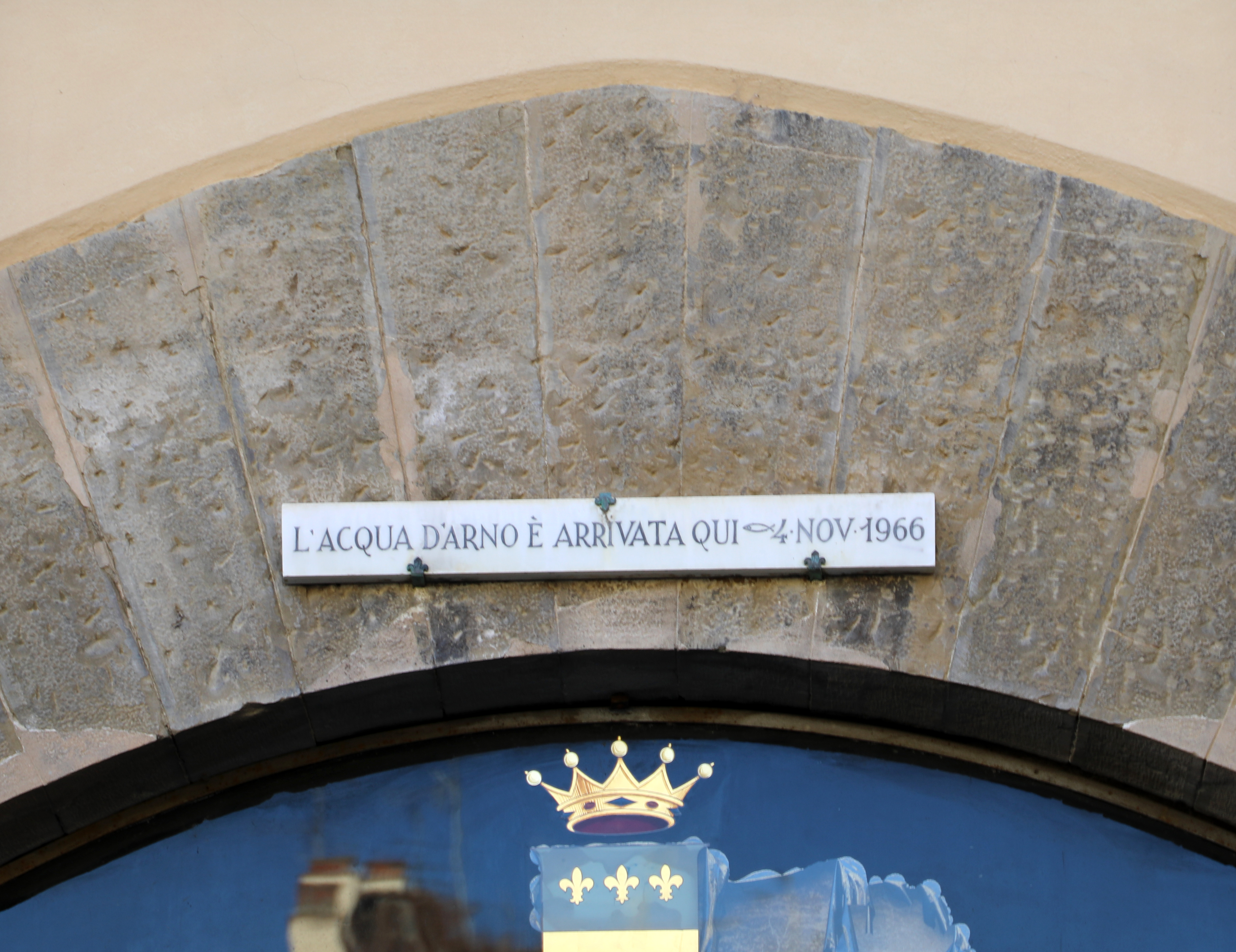
Lapide sul livello delle acque nell'alluvione del 1966 su palazzo Bartolini Baldelli